# Annectacarus wallworki
Annectacarus wallworki är en kvalsterart som beskrevs av Adolph och Haq 1991. Annectacarus wallworki ingår i släktet Annectacarus och familjen Lohmanniidae. Inga underarter finns listade i Catalogue of Life.